# Морган (округ, Колорадо)
Шаблон:StateAbbr_ 40°16′ пн. ш. 103°49′ зх. д. / 40.26° пн. ш. 103.81° зх. д.
Округ Морган (англ. Morgan County) — округ (графство) у штаті Колорадо, США. Ідентифікатор округу 08087.

## Історія
Округ утворений 1889 року.

## Демографія
За даними перепису
2000 року
загальне населення округу становило 27171 осіб, зокрема міського населення було 18697, а сільського — 8474.
Серед мешканців округу чоловіків було 13613, а жінок — 13558. В окрузі було 9539 домогосподарств, 6969 родин, які мешкали в 10410 будинках.
Середній розмір родини становив 3,29.
Віковий розподіл населення поданий у таблиці:
| Стать    | До 15 років | 15-21 | 22-29 | 30-39 | 40-49 | 50-65 | 65-85 | Понад 85 |
| -------- | ----------- | ----- | ----- | ----- | ----- | ----- | ----- | -------- |
| Чоловіки | 3518        | 1458  | 1354  | 2003  | 1989  | 1821  | 1308  | 162      |
| Жінки    | 3341        | 1322  | 1284  | 1886  | 1883  | 1771  | 1698  | 373      |

## Суміжні округи
- Логан — північний схід
- Вашингтон — схід, південний схід
- Адамс — південний захід
- Велд — захід

## Виноски
1. ↑  U.S. Decennial Census. United States Census Bureau. Архів оригіналу за 19 липня 2018. Процитовано 8 червня 2014.
2. ↑  Historical Census Browser. University of Virginia Library. Архів оригіналу за 11 серпня 2012. Процитовано 8 червня 2014.
3. ↑  Population of Counties by Decennial Census: 1900 to 1990. United States Census Bureau. Архів оригіналу за 31 липня 2014. Процитовано 8 червня 2014.
4. ↑  Census 2000 PHC-T-4. Ranking Tables for Counties: 1990 and 2000 (PDF). United States Census Bureau. Архів оригіналу (PDF) за 18 грудня 2014. Процитовано 8 червня 2014.
5. ↑  State & County QuickFacts. United States Census Bureau. Архів оригіналу за 6 червня 2011. Процитовано 8 червня 2014.(англ.) Наведено за англійською вікіпедією.
6. ↑  American FactFinder. Бюро перепису населення США. Архів оригіналу за 26 лютого 2012. Процитовано 31 січня 2008.

| США | Це незавершена стаття з географії США. Ви можете допомогти проєкту, виправивши або дописавши її. |